# Rubinoboletus rubinus
Rubinoboletus rubinus är en svampart som först beskrevs av W.G. Sm., och fick sitt nu gällande namn av Pilát & Dermek 1969. Rubinoboletus rubinus ingår i släktet Rubinoboletus och familjen Boletaceae.  Artens status i Sverige är: Ej påträffad. Inga underarter finns listade i Catalogue of Life.

## Bildgalleri

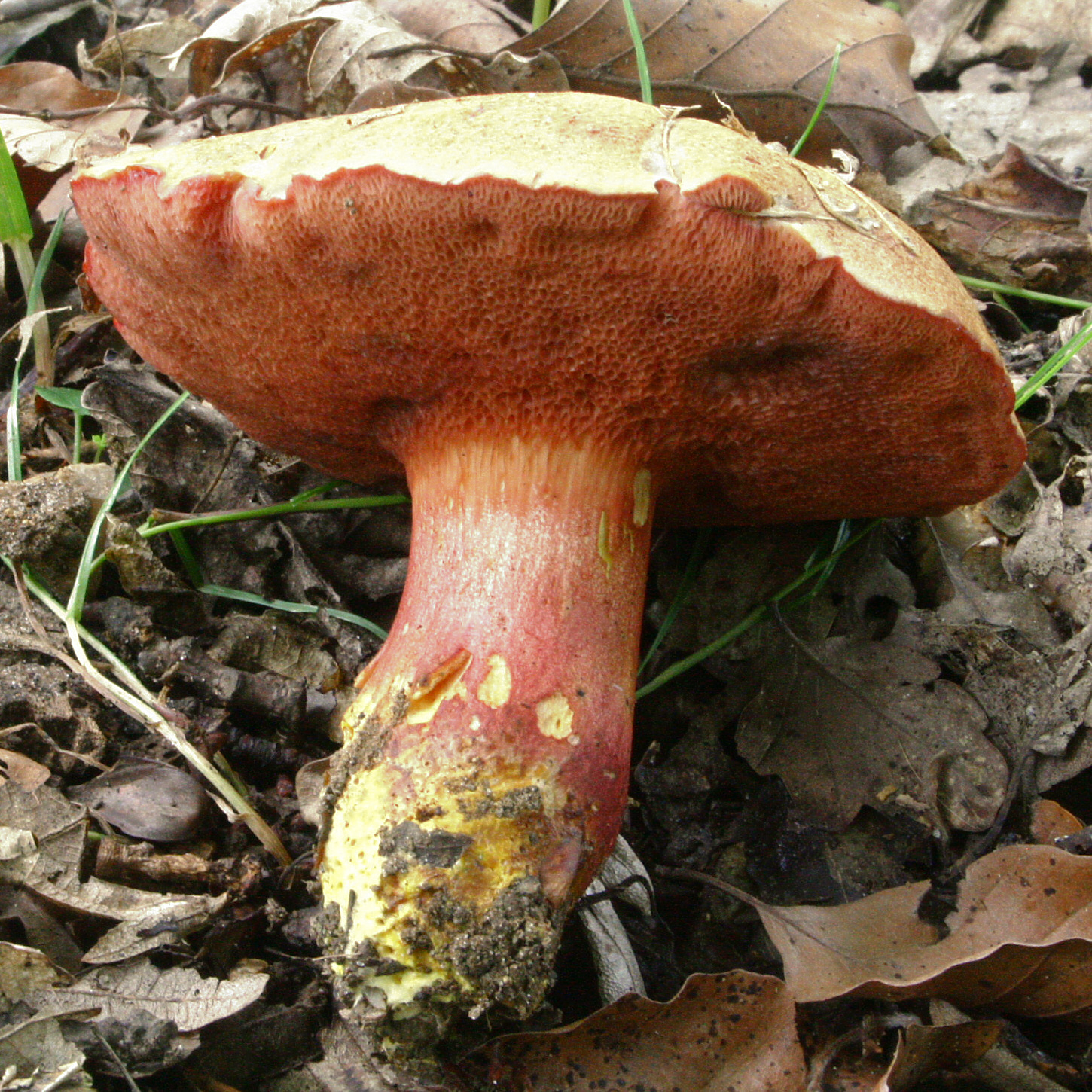
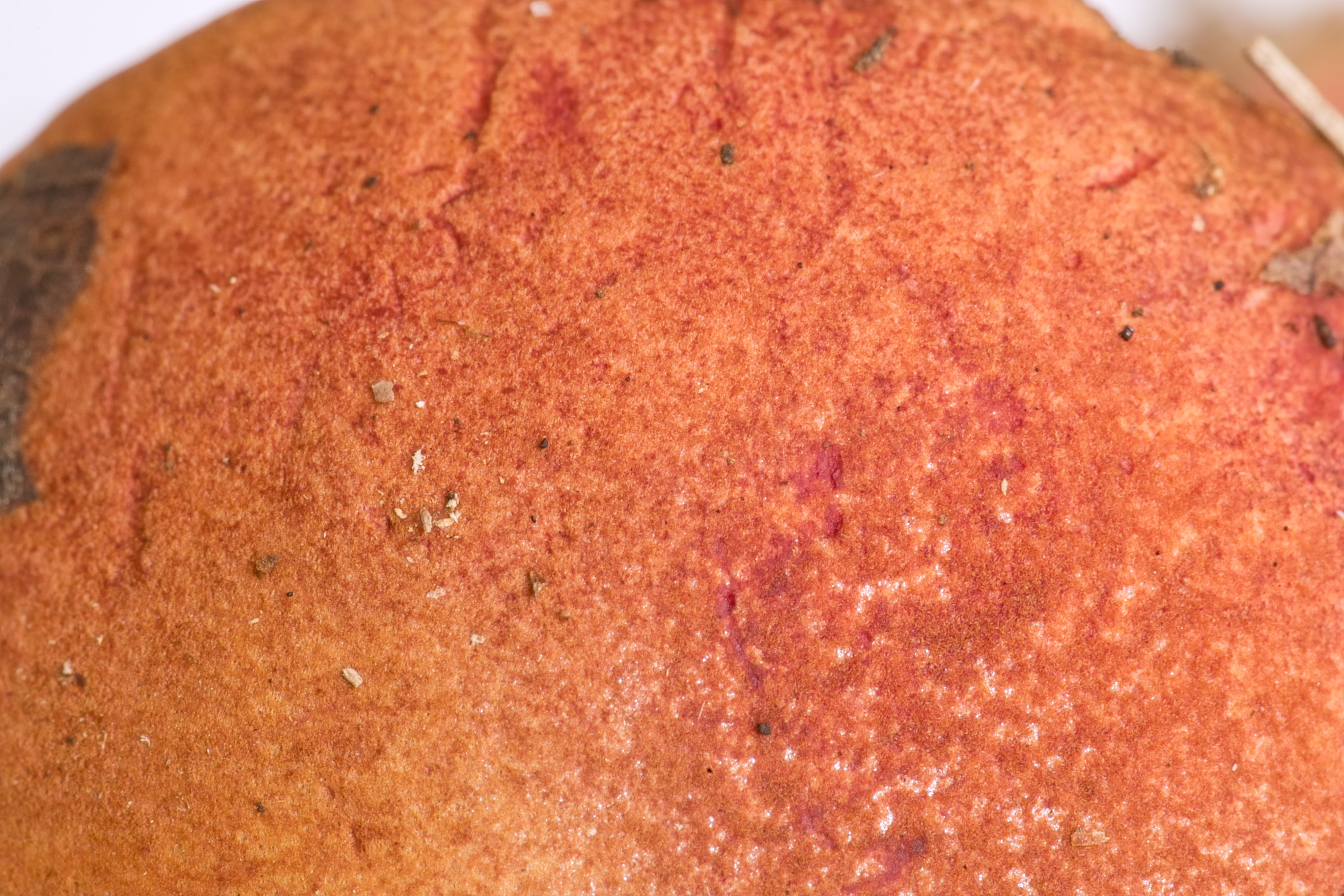
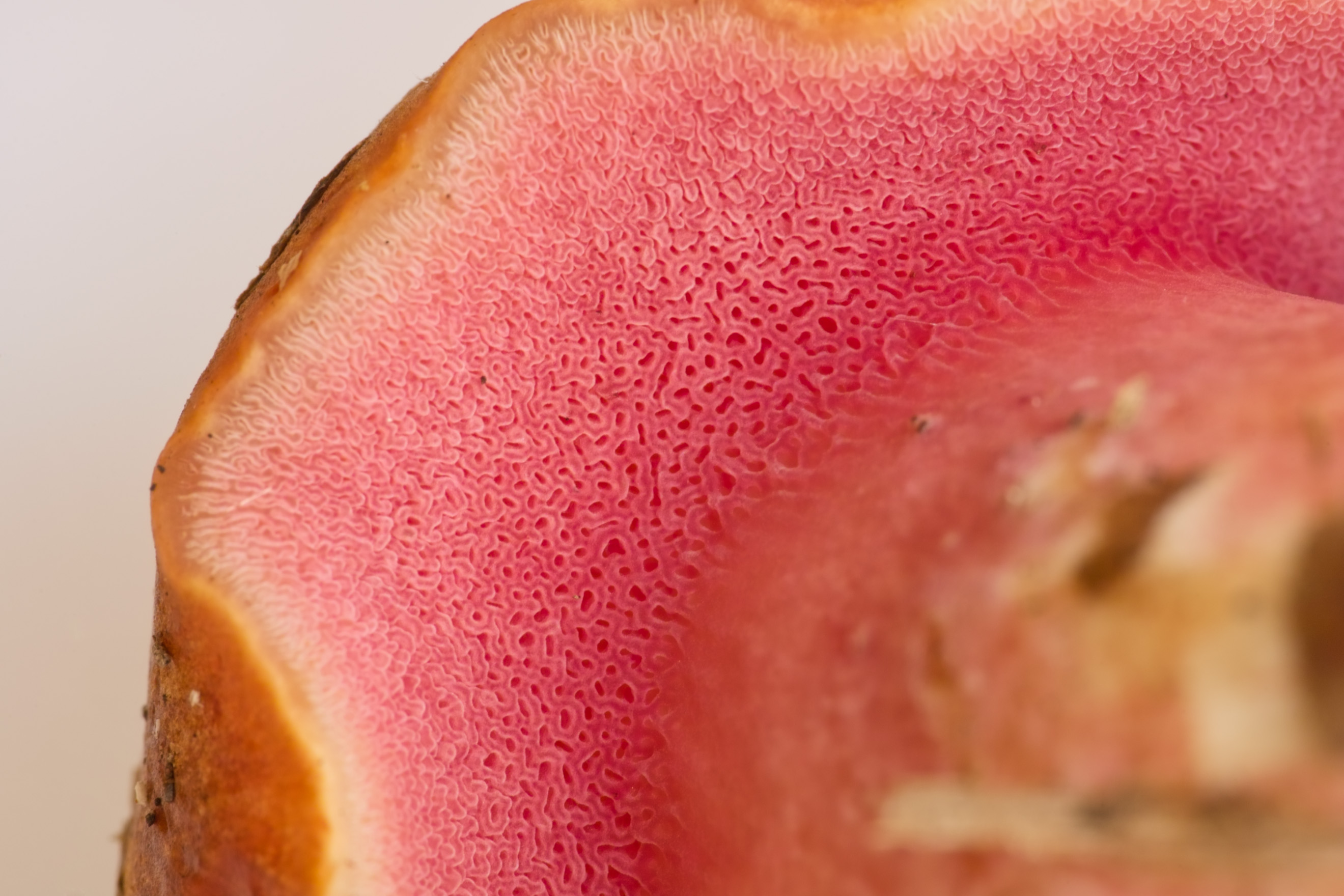